# Белостокский 50-й пехотный полк
50-й пехотный Белостокский полк — пехотная воинская часть Русской императорской армии.
- Старшинство — 12 мая 1807 года.
- Полковой праздник — 16 ноября.

## Формирование и кампании полка
Белостокский мушкетёрский полк сформирован 12 августа 1807 года из трёх гарнизонных батальонов, «во уважение храбрости, оказанной ими при обороне в 1807 г. Данцига», в составе одного гренадерского и двух мушкетёрских батальонов, каждый из четырёх рот. 22 февраля 1811 года полк наименован пехотным, а 19 ноября сформирован 4-й батальон, резервный, из трёх рот, упразднённый затем в 1814 году.
Впервые полк принял участие в войне с турками в 1806—1812 годов и особенно отличился 22 июня 1811 года в бою у Рущука.
19 июля 1812 года, в числе прочих войск, Белостокский полк выступил, по заключении мира с турками, на соединение с армией генерала Тормасова, но в военных событиях Отечественной войны участия не принял, а в 1813 году, в составе Силезской армии, участвовал в сражениях при Кацбахе и Лейпциге.
В кампанию 1814 года, в сражении при Бриенн-ле-Шато, полк, под начальством генерал-майора Засса, атаковал селение, в которое ворвался неприятель и после отчаянного боя выбил его штыками и взял в плен батальон французской гвардии. За это дело генерал Засс был награждён орденом св. Георгия 4-й степени. 20 января того же года полк с барабанным боем и музыкой, без выстрела, атаковал селение Ла-Ротьер, занял его и удерживал всё время, несмотря на неоднократные отчаянные атаки французов. 30 января, когда корпус генерала Ф. В. Остен-Сакена был застигнут Наполеоном у селения Монмираль и после неравного боя должен был отступить к Шато-Тьери, Белостокский полк очистил ему путь штыками и даже заставил неприятеля бросить два орудия.
В 1830 году 1-й и 2-й батальоны были наименованы действующими, а 3-й — резервным. В 1831 году последний был отделён на сформирование Модлинского пехотного полка, а взамен его поступил в полк резервный батальон Суздальского полка. В том же 1831 году полк участвовал в усмирении польского восстания.
В 1833 году к полку присоединён 2-й батальон 47-го егерского полка и таким образом полку было определено состоять из трёх действующих и одного резервного батальонов. В 1834 году из чинов 1, 2 и 3-го батальонов был сформирован новый действующий батальон № 4, а резервный стал именоваться № 5 и в 1842 году был упразднён.
В мае 1844 года Белостокский полк отбыл на Кавказ, где оставался до конца 1845 года; на Кавказе полк, состоя в отряде генерала А. Н. Лидерса, принимал участие в неудачной Даргинской экспедиции князя М. С. Воронцова. В 1845 году к составу полка прибавлен 5-й батальон, составленный из 3-го батальона Суздальского полка, 2-й и 3-й батальоны в том же году были отчислены от полка и поступили на сформирование 3-го и 4-го батальонов Ставропольского егерского полка, взамен их были сформированы новые из 1-го и 5-го батальонов и рекрутов.
В 1853 году из бессрочно-отпускных нижних чинов были сформированы 5-й и 6-й запасные батальоны, а в 1854 году 7-й и 8-й запасные батальоны.
С 1853 года полк принимал участие в Восточной войне, на Кавказском театре. Там полк отличился в бою у деревни Ацхур, где 1-й батальон выдержал четырёхчасовый рукопашный бой за завалы, и в разгроме отряда мушира Селим-паши под Чолоком. В 1855 году 3-й и 4-й батальоны полка участвовали в неудачном штурме Карса, где взяли три орудия, четыре знамени и восемь значков. 5-й и 6-й резервные батальоны полка в это время находились в составе гарнизона Севастополя и принимали деятельное участие в его обороне.
В 1856 году полк приведён в состав трёх действующих батальонов с тремя стрелковыми ротами; 5-й резервный батальон принял название 4-го и отчислен в резервные войска; прежний 4-й батальон поступил на укомплектование Кавказской армии, а 6, 7 и 8-й батальоны расформированы. По окончании Крымской войны полк оставался на Кавказе и находился во множестве дел с горцами. В 1859 году полк блокировал укреплённый аул Ведено и этим закончил свою боевую службу на Кавказе.
В 1863 году из 4-го резервного батальона и бессрочно-отпускных нижних чинов сформирован резервный полк того же названия, переименованный 13 августа в Рыльский пехотный полк. В 1864 году полку повелено именоваться 50-м пехотных Белостокским полком, а в 1873 году 50-м пехотным Белостокским Его Высочества герцога Саксен-Альтенбургского полком.
Во время русско-турецкой войны 1877—1878 годов полк охранял Крымское побережье.

Штабс-капитан А .А. Штейн

В 1879 году полк приведен в четырёхбатальонный состав.
Участвовал в события предшествующих восстанию и в подавлении Севастопольского восстания 1905 года. 11 (24) ноября должны были состояться выборы в Совет рабочих, матросских и солдатских депутатов. Планировалось проведение митингов у матросских и солдатских казарм. Адмирал Г. П. Чухнин, чтобы не допустить этого, направил туда сводный отряд из матросов флотских экипажей и солдат Белостокского полка, которые заняли выходы из казарм и не выпускали матросов на митинг. В начавшемся противостоянии матрос К. Петров выстрелил из винтовки в штабс-капитана А. А. Штейна, возглавлявшего учебную команду 50-го Белостокского полка, и убил его и в контр-адмирала С. П. Писаревского — старшего флагмана дивизии, ранив его.  
В 1908 году наименован 50-м пехотным Белостокским полком. 
Полк входил в 1-ю бригаду 13-й пехотной дивизии, дислоцированной в Таврической губернии. Перед  Первой мировой войной полк был расквартирован в Севастополе.  В настоящее время уцелели два исторических здания казарм полка расположенные по адресу ул. Н. Музыки 3.
Полк сражался в Первую мировую войну на Юго-Западном фронте в Галиции, в частности, в Янчинском бою 1914.
Полковой праздник — 16 ноября.

## Знаки отличия полка

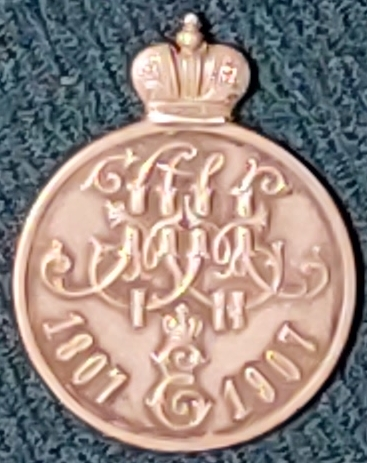
Жетон «В память 100-летнего юбилея 50-го пехотного Белостокского полка», 1907

- Полковое Георгиевское знамя, с надписями «За отличие в войне с Турцией 1828—1829 гг., за поражение турок 14 ноября 1853 г. под Ахалцыхом и за отличие в сражении 4 июня 1851 г. за р. Чолоком» и «1807—1907», с Александровской юбилейной лентой
- Серебряные трубы с надписью «Белостокскому пехотному полку, в воздаяние отличных подвигов, оказанных в сражениях, бывших 1814 г.: 17 января при Бриен-ле-Шато и 20 — при с. Ля-Ротьер»

## Шефы полка
- 30.08.1807 (с 08.04.1809 и бригадный командир полка) — 22.09.1809 — полковник Потресов, Матвей Григорьевич.
- 22.09.1809 (с 19.10.1809 и бригадный командир полка; прибыл в полк 26.11.1809) — 23.09.1811 (умер; фактически командовал полком до 20.05.1811; исключён умершим 18.10.1811) — генерал-майор Гинкуль, Алексей Степанович.
- 03.11.1811 (с 31.05.1812 и бригадный командир полка; прибыл в полк в нач. 01.1812) — 01.09.1814 (командовал полком до 20.01.1814) — флигель-адъютант, полковник (с 15.09.1813 генерал-майор) Засс, Александр Павлович.
- 30.08.1873 — 31.01.1908 — генерал пехоты (с 28.09.1907 генерал-полковник пехоты со званием генерал-фельдмаршала) прусской службы Его Герцогское Высочество владетельный герцог Эрнест I (Эрнест-Фридрих-Пауль-Георг-Николаус) Саксен-Альтенбургский.

## Командиры полка
- 10.10.1807 (с 17.02.1807 командовал на правах полкового командира гарнизонными батальонами, из которых был сформирован 27.06.1807 Белостокский полк, которым продолжал фактически командовать, до формального назначения полковым командиром 10.10.1807) — 01.10.1808: подполковник (затем полковник) Думашев, Дмитрий Алексеевич.
- 01.10.1808 — 20.11.1808 — майор Телеснин, Николай Самойлович (временно исправлял должность полкового командира).
- 20.11.1808 — 23.06.1810 — майор (затем подполковник) Телеснин, Николай Самойлович.
- 23.06.1810 — 19.10.1810 — полковник Кутузов, Иван Степанович.
- 19.10.1810 (временно командовал батальоном имени командира полка) / 20.05.1811 (временно командовал полком за болезнью шефа полка) — 15.06.1811 — майор Никитин, Михаил Фёдорович.
- 15.06.1811 (временно командовал полком за болезнью шефа полка и Никитина) — кон. 06.1811 — флигель-адъютант полковник Влодек, Михаил Фёдорович.
- кон. 06.1811 (временно командовал полком за болезнью шефа полка и Никитина) — 1812 — майор Балбеков, Алексей Александрович.
- 1812 (шеф полка, командовавший им фактически) — 20.01.1814 — флигель-адъютант, полковник (с 15.09.1813 генерал-майор) Засс, Александр Павлович.
- 20.01.1814 — 28.02.1829 (временно командовал до 08.06.1829) — подполковник (с 04.10.1820 полковник, с 28.02.1829 генерал-майор) Балбеков, Алексей Александрович (вторично).
- 01.04.1829 (принял полк 08.06.1829) — 06.01.1832 (временно командовал до 09.05.1832) — полковник Чинчик, Павел Иванович.
- 10.05.1832 — 04.03.1839[2] — полковник (с 01.01.1839 генерал-майор) Любавский, Павел Николаевич
- 19.03.1839[3] — 01.07.1846 — полковник (с 07.04.1846 генерал-майор) Скалон, Николай Антонович
- 03.07.1846 — 01.11.1855 — полковник (с 27.03.1855 генерал-майор) Толубеев, Андрей Степанович
- 01.11.1855[4] — 01.05.1857 — полковник (с 26.08.1856 генерал-майор) Шостак, Андрей Андреевич
- 01.05.1857 — 17.04.1859[5] — полковник Шатилов, Павел Николаевич
  - кон. 05.1859 — кон. 11.1859 — подполковник Давыдов, Нил Васильевич (временно командовал до вступления в должность Оклобжио)
- 17.04.1859[6] — 13.10.1859 — полковник Осипов, Семён Андреевич
- 13.10.1859 (принял полк в кон. 11.1859) — 06.07.1861 (или 06.06.1861) — полковник Оклобжио, Иван Дмитриевич
- 06.07.1861 (принял полк 01.08.1861) — 05.12.1867: полковник Гладышев, Пётр Иванович
- 05.12.1867 — 07.04.1878 — полковник Варакомский, Николай Устинович
- 07.04.1878 (принял полк 11.05.1878) — 07.04.1886 — флигель-адъютант, полковник Авинов.
- 07.04.1886 (принял полк 24.04.1886) — 17.06.1890 (временно командовал до 02.08.1890) — полковник Пуцято, Адам Адамович.
- 04.07.1890 (прибыл в полк кон. 09.1890) — 26.04.1892 — полковник Ландсберг, Карл-Евгений-Эмилий Генрихович фон.
- 26.04.1892 (принял полк 25.06.1892) — 15.02.1900 (временно командовал до 16.05.1900) — полковник (с 15.02.1900 генерал-майор) Грек, Виктор Константинович.
- 24.02.1900 (принял полк 16.05.1900) — 11.04.1902 (временно командовал до 15.05.1902) — полковник (с 11.04.1902 генерал-майор) Прасалов, Владимир Порфирьевич.
- 15.05.1902 — сер. 06.1902 — подполковник Левин, Владимир Карлович (временно командовал полком до прибытия Ольховского).
- 24.04.1902 (принял полк сер. 06.1902) — 20.05.1903 — полковник Ольховский, Михаил Иванович.
- начало 1903 — 05.06.1903 — подполковник Левин, Владимир Карлович (временно командовал во время болезни Ольховского и до прибытия Шульмана) (вторично).
- 20.05.1903 (принял полк 05.06.1903) — 22.04.1906 (временно командовал до 10.06.1906) — полковник (с 02.04.1906 генерал-майор) Шульман, Карл-Август Александрович.
- 22.04.1906 (принял полк 15.07.1906) — 24.07.1909 — полковник Свяцкий, Владимир Николаевич.
- 31.07.1909 — 13.05.1912 — полковник Ляхов, Владимир Платонович.
- 19.06.1912 — 15.04.1915 — полковник Соколов, Александр Иванович.
- 15.04.1915 — 11.05.1916 — полковник (с 17.10.1915 генерал-майор) Сытин, Иван Павлович.
- 12.05.1916 — 30.12.1916 — полковник Морозов, Василий Ильич.
- 12.01.1917 — 19?? — полковник Воронов, Иван Михайлович.
- на 01.08.1920 — полковник Винокуров, Алексей Алексеевич.

## Известные люди, служившие в полку
- Яновский, Александр Яковлевич — в 1910.  подпоручиком. Впоследствии, советский военачальник, генерал-майор[7].